# Bodie (Califórnia)
Bodie é uma cidade fantasma, localizada no estado norte-americano da Califórnia, no condado de Mono. É considerada uma referência histórica nacional e importante local turístico da região de Serra Nevada.
No oeste dos Estados Unidos existem cerca de 6 mil cidades fantasmas, todas construídas rapidamente durante a "corrida do ouro" ou de metais preciosos, como a prata e depois abandonadas, também rapidamente, quando o precioso metal terminou. Bodie é uma dessas e representa uma exceção, porque cerca 5% das estruturas, mesmo tendo sido construídas de madeira, sobreviveram aos incêndios, as mudanças de clima e ao vandalismo. A sua história começa em 1859, quando o garimpeiro W.S. Bodey descobre ao sul da Califórnia algumas pepitas de ouro. Bodey acabou vítima de uma tempestade de neve e deixa seu nome ao vilarejo. Inicia assim uma lenda do Velho Oeste.
Cerca 20 anos depois, a Standard Company descobre uma ótima oportunidade na zona e instala em Bodie uma de suas sedes: daquele momento as casas de madeira começam a crescer como fungos. Em 1879 a cidade contava com 10 mil habitantes e representava o segundo centro urbano da Califórnia depois de Los Angeles. A fortuna de Bodie durou pouco e em poucos anos foi abandonada e esquecida.
Hoje, uma pequena parte das casas estão ainda intactas e recebem turistas e visitantes: decoração e objetos pessoais se conservaram por um século dão a impressão que os habitantes fugiram precipitadamente das próprias casas. Girar por Bodie significa dar um salto no passado que pode ser combinada a uma visita ao vizinho Parque Nacional de Zion, que fica a poucos quilômetros de distância.
O local foi designado, em 15 de outubro de 1966, um distrito do Registro Nacional de Lugares Históricos, bem como, em 4 de julho de 1961 um Distrito Histórico Nacional. Em 8 de agosto de 1939 foi designado um Marco Histórico Nacional na Califórnia.
A cidade foi abandonada em meados de 1940, com o esgotamento do ouro na região.

## Galeria de imagens

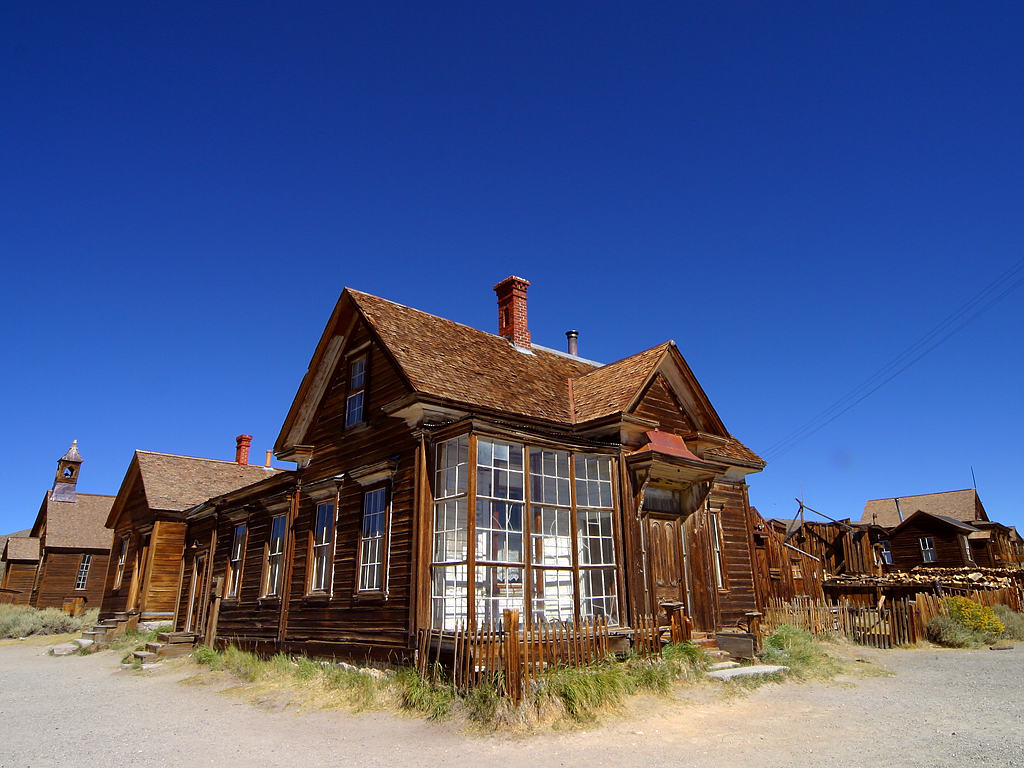
Cidade fantasma de Bodie, na Califórnia.
- A igreja de Bodie.
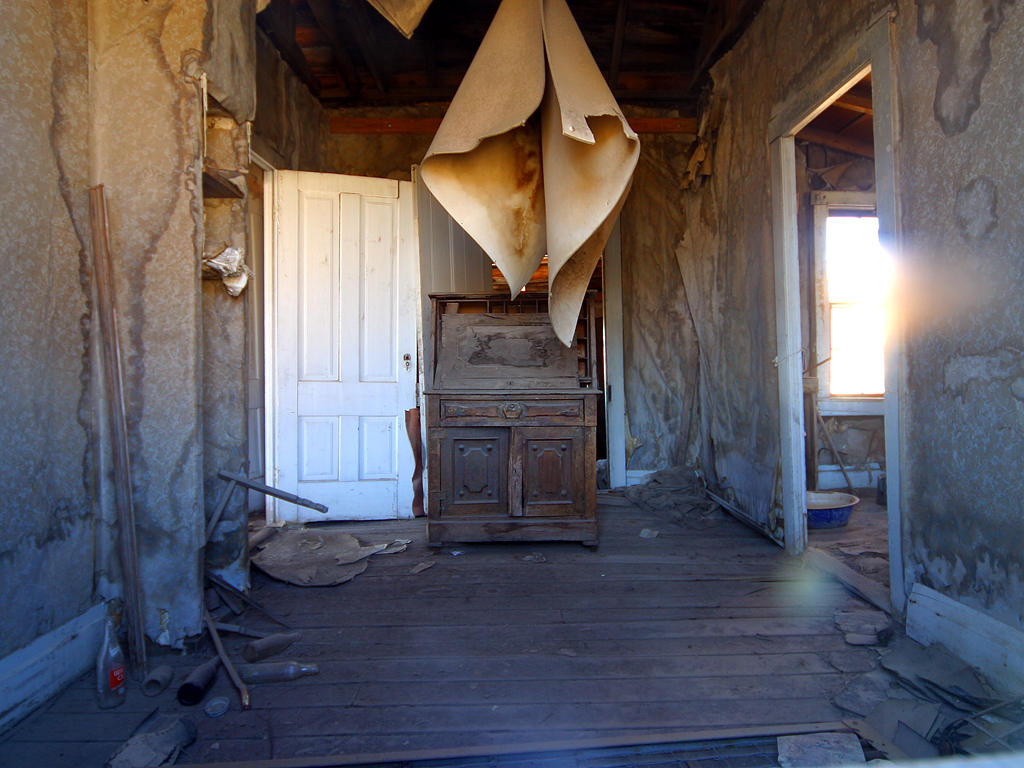
Interior de um dos edifícios de Bodie.
- Um carro desgastado em Bodie.
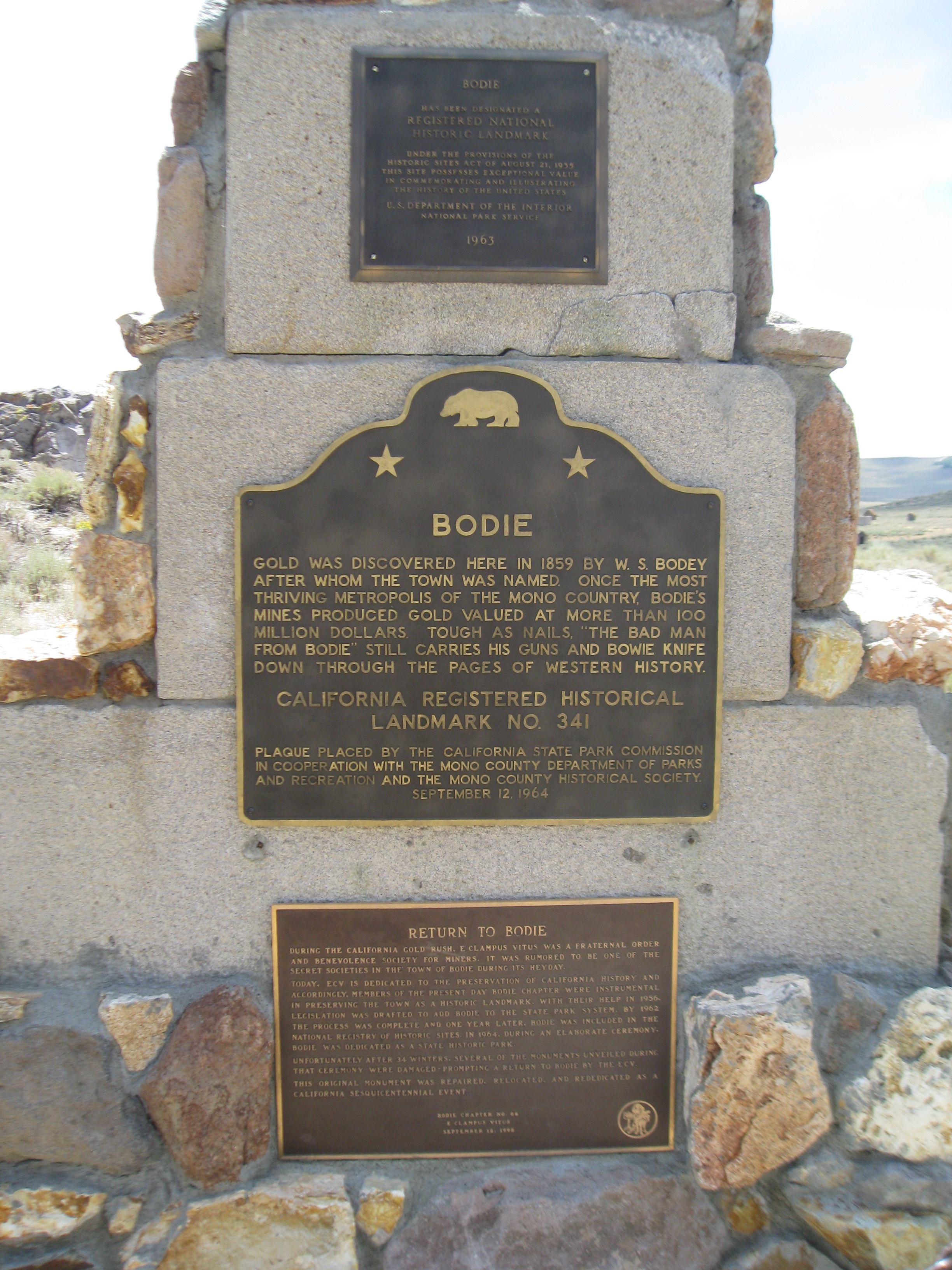
Placa na entrada de Bodie.
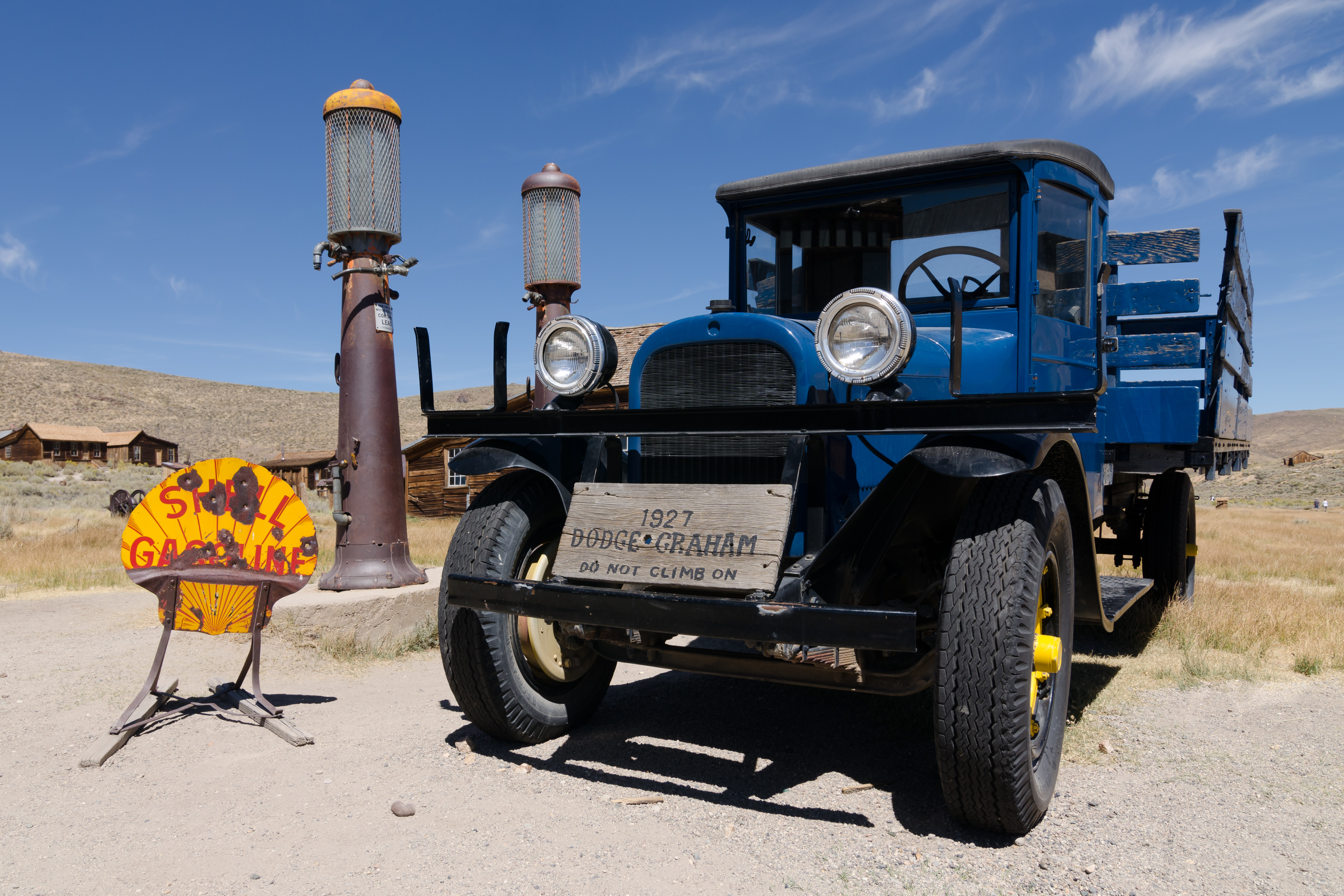
O velho posto de gasolina de Bodie.
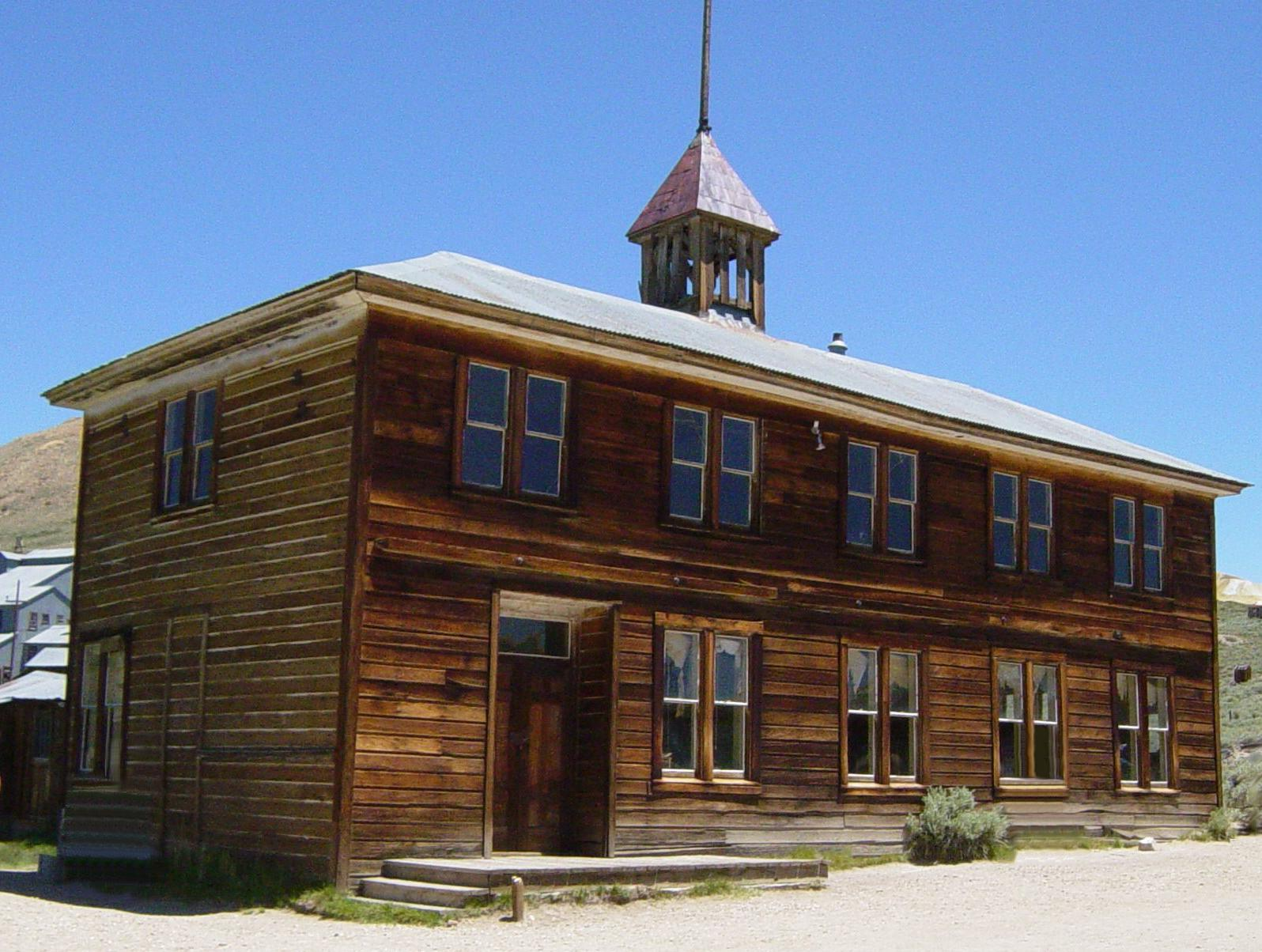
A escola de Bodie.
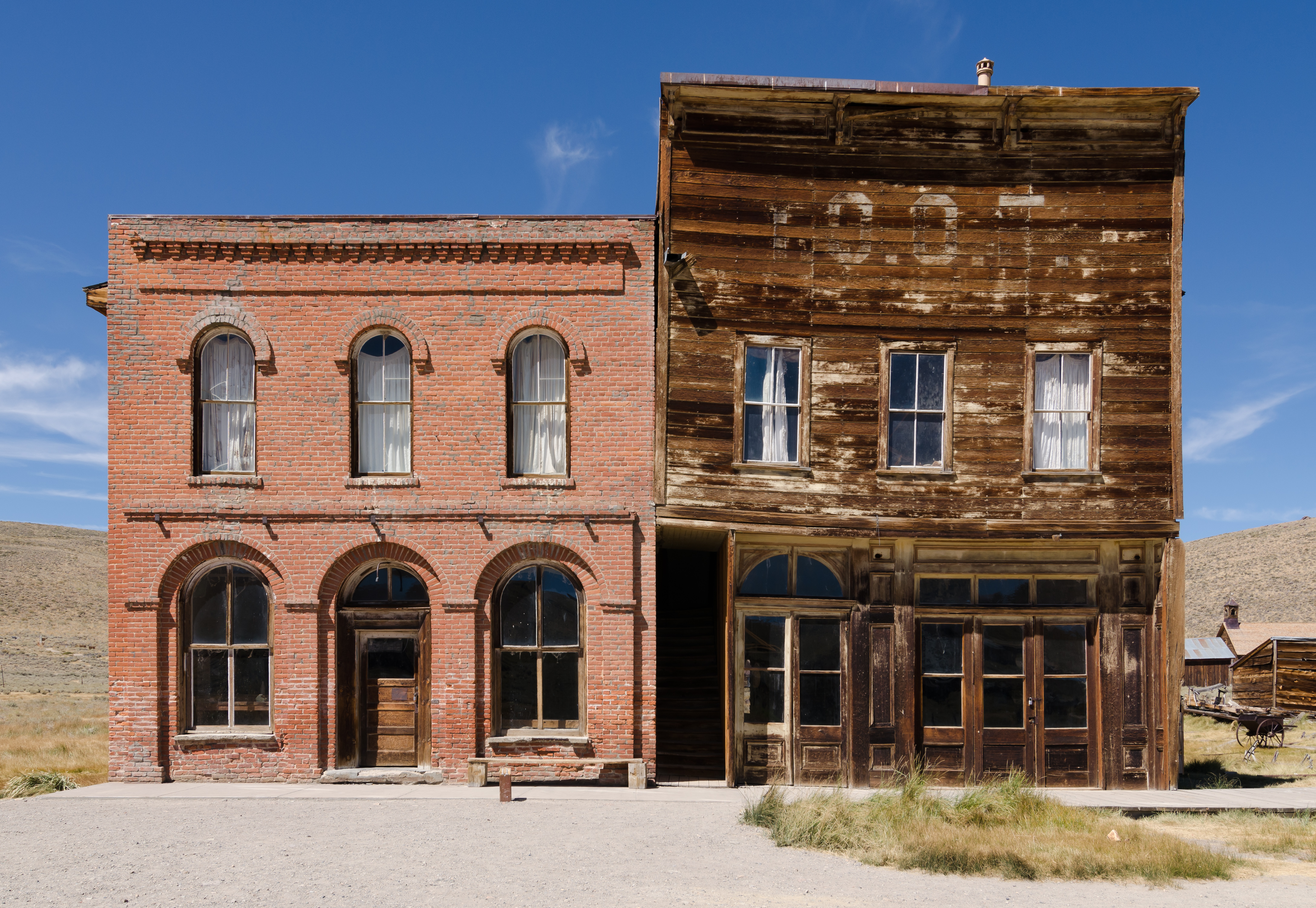
Os correios de Bodie.
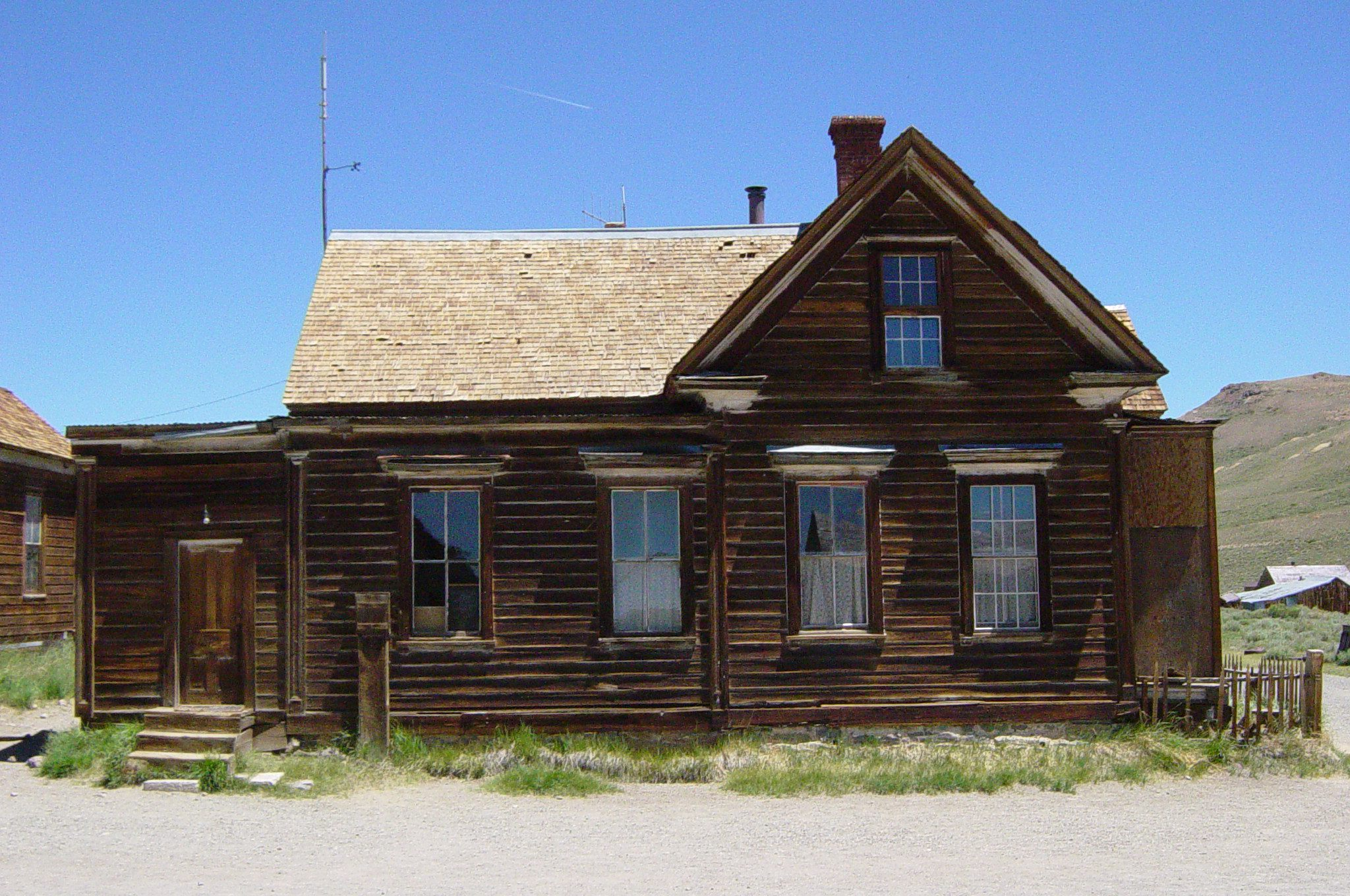
Uma residencia em Bodie.
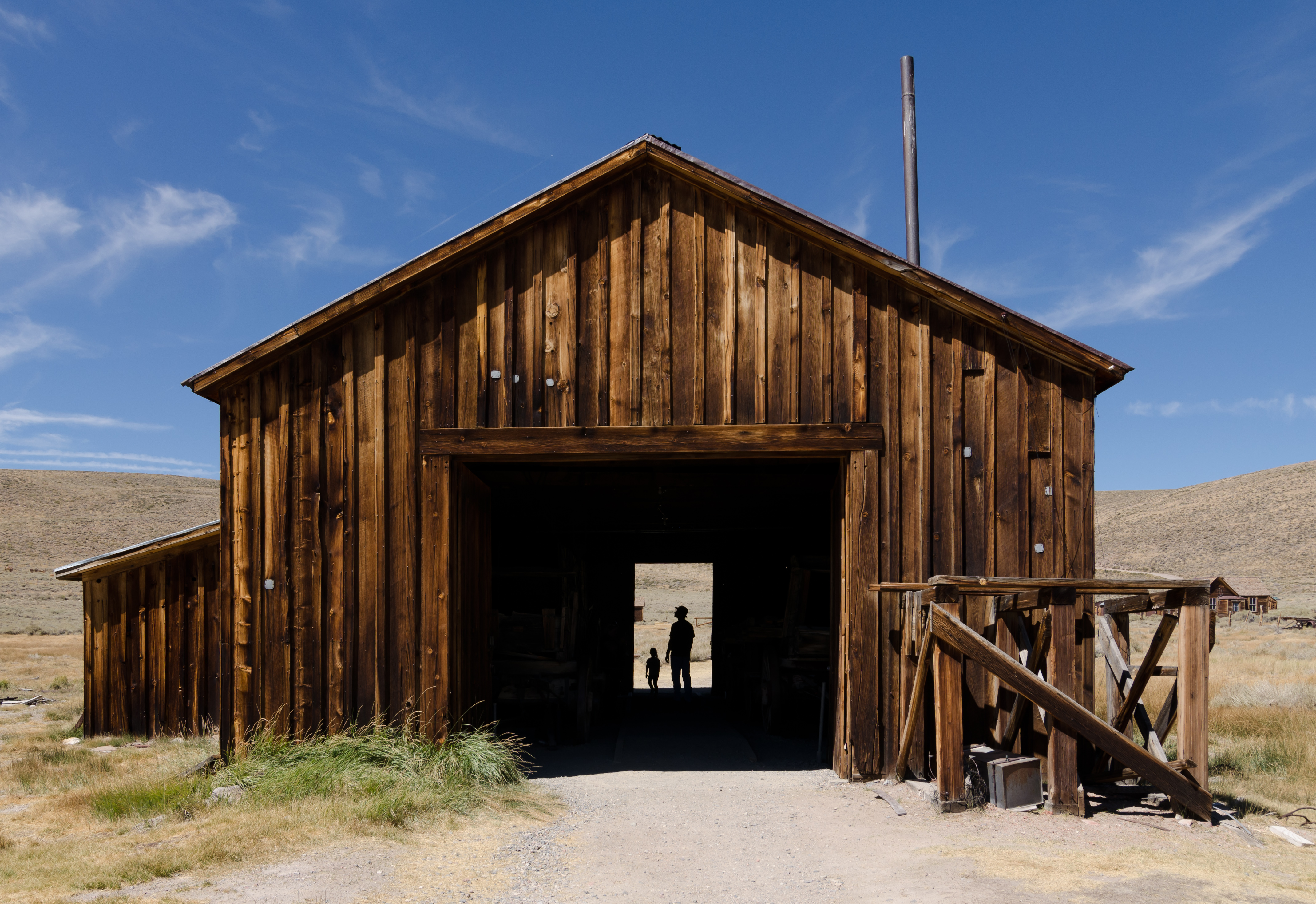
Um celeiro de Bodie.